# Archichauliodes phaeoscius
Archichauliodes phaeoscius är en insektsart som beskrevs av Edgar F. Riek 1954. Archichauliodes phaeoscius ingår i släktet Archichauliodes och familjen Corydalidae. Inga underarter finns listade i Catalogue of Life.